# ZoneMinder
ZoneMinder est un logiciel libre de vidéosurveillance développé par Philip Coombes.

## Liste des fonctionnalités
- Fonctionne sur toutes les distributions Linux.
- Prise en charge des caméras de vidéosurveillance analogiques, USB et des caméras réseau.
- Permet de contrôler à distance les mouvements des caméras motorisées.
- Écrit à l'aide des langages de programmation C++, Perl et PHP.
- Utilise une base de données MySQL.
- Analyse et capture des images à l'aide de deux programmes indépendants.
- Gestion de zones (parties de l'image).
- Interface web.
- Affichage des vidéos au format MPEG, MJPEG et des images fixes.
- Création de filtres sur les événements.
- Notification des événements par courriel et SMS.
- Envoi des événements à l'aide du protocole FTP.
- Gestion du protocole X10 pour la domotique.
- Gestion des utilisateurs.
- Interface multi-langue.
- Interface XHTML pour les téléphones mobiles.